# RFA Black Ranger (A163)
Le RFA Black Ranger est un navire-citerne de la classe Ranger de la Royal Fleet Auxiliary.

## Histoire
Il sert pendant la Seconde Guerre mondiale. Peu après sa mise en service, le 27 février 1941, il entre en collision avec le HMS Mistral ; le Mistral subit des dommages mineurs tandis que le Black Ranger passe une courte période en réparation dans un chantier de la Clyde.
De retour en juillet 1941, il sert pendant l'opération EF à Kirkenes, en Norvège puis sert dans les convois de l'Arctique et ravitaille des navires à Scapa Flow.
Après la guerre, il sert au sein de la Home Fleet. Le 15 juin 1953, il participe à la revue de la flotte à Spithead, à l'occasion du couronnement de la reine Élisabeth II,. Il est présent lors de la première guerre de la morue en septembre 1958. Le 18 novembre 1960, il entre en collision avec le sous-marin HMS Thule lors d'un exercice au large de Portland Bill ; le sous-marin a des dégâts légers dégâts alors qu'il n'y a aucun dommage sur le Black Ranger.
En avril 1973, il est mis en réserve puis vendu en juillet 1973 à la société grecque Diana Sg & Tdg Corp SA de Grèce et renommé Petrola XIV. D'octobre 1976 à janvier 1979, il sert pour du stockage statique à Djeddah. 5 jours après, le 24 janvier 1979, il est de retour dans le port du Pirée. De mai à août 1983, il est démantelé au Pirée par Chalivdeboriki Ltd.